# Македонский, Владимир Иванович
Владимир Иванович Македонский (1874—1914) — ротмистр Санкт-Петербургского уланского полка, герой Первой мировой войны.

## Биография
Родился 9 июня 1874 года. Образование получил в Петровском Полтавском кадетском корпусе, 31 августа 1892 года зачислен в Николаевское кавалерийское училище, из которого выпущен 8 августа 1893 года корнетом в 35-й драгунский Белгородский полк.
16 апреля 1898 года произведён в поручики и 16 апреля 1902 года — в штабс-ротмистры.
В 1904—1905 годах Македонский находился на Дальнем Востоке и принимал участие в войне против Японии. За боевые отличия был награждён орденами св. Анны 4-й степени, св. Станислава 3-й степени с мечами и бантом и св. Анны 3-й степени с мечами и бантом.
По возвращении с Дальнего Востока Македонский 16 апреля 1906 года был произведён в ротмистры и вскоре был переведён в 1-й уланский Санкт-Петербургский полк. В 1911 году награждён орденом св. Станислава 2-й степени.
Принимал участие в Первой мировой войне, был убит в бою 14 августа 1914 года. Высочайшим приказом от 11 ноября 1914 года Македонский был посмертно награждён орденом св. Георгия 4-й степени
За то, что 14 августа 1914 года, во время набега на Коршен, лихой атакой прорубился с двумя эскадронами через дер. Шенергис, занятую противником, причём сам был убит, но эскадрон, благодаря его смелости, присоединился к отряду.